# مسجد الخان في شكي
مسجد الخان في شكي (بالأذرية: Şəki xan məscidi)‏، أو مسجد الخان الأول سابقًا (بالأذرية: Birinci xan məscidi)‏ هو مسجد أذربيجاني من القرن الثامن عشر يقع في مدينة شكي.
تم إدراج المسجد في قائمة المعالم التاريخية والثقافية المحلية وفقا للقرار رقم 132 الصادر عن مجلس وزراء أذربيجان بتاريخ 2 أغسطس 2001.
في 7 يوليو 2019، تم إدراج المركز التاريخي لمدينة شكي و"قصر الخان"، على قائمة التراث العالمي لليونسكو. يقع مسجد الخان في شكي في المركز التاريخي لشكي، وهو أيضًا جزء من التراث العالمي لليونسكو.

## أسلوب البناء
يبلغ طول المسجد 45 متراً وعرضه 10 أمتار. يبلغ ارتفاع مئذنته 21 متراً، وهي مبنية باستخدام الطوب المحروق والقراميد الزخرفية. تم استخدام مواد البناء المحلية مثل حصى النهر، الطوب المحروق والقراميد الزخرفية، وقراميد الأسقف، وأشجار الدلب، والفستق، وأشجار الجوز في بنائه. يتميز المسجد برواق مقنطر خارجي ومئذنة. يجاور المسجد مقبرة الخان، حيث دفن خانات شكي وأفراد عائلاتهم والمقربون منهم.